# Pietro Borgonovo
Pietro Borgonovo (Milano, ...) è un direttore d'orchestra e musicista italiano, direttore artistico della Giovine Orchestra Genovese e del Concorso Internazionale di Musica "Gian Battista Viotti" di Vercelli.

## Biografia
Nato a Milano, Pietro Borgonovo ha studiato alla Musikhochschule di Friburgo con Heinz Holliger, divenendo, molto giovane, uno dei principali solisti di oboe a livello internazionale..
Dal 2000 è direttore artistico della Giovine Orchestra Genovese, succedendo ad Aldo Bennici. Riveste il medesimo ruolo al Concorso internazionale di musica Gian Battista Viotti di Vercelli
Ha diretto opere sinfoniche e produzioni operistiche per il Teatro alla Scala, il Festival di Salisburgo, il Maggio Musicale Fiorentino, la Biennale di Venezia, la Carnegie Hall di New York, la Sala Grande del Conservatorio Tchaikovsky di Mosca, la Filarmonica di San Pietroburgo, l'Orchestra Sinfonica Giuseppe Verdi di Milano, l'Orchestra Sinfonica di Savona, l'Orquesta Sinfonica Nacional di Buenos Aires, l'Orchestra della Svizzera Italiana e la Prague Philharmonia.
Borgonovo ha collaborato con artisti quali George Benjamin, Luciano Berio, Azio Corghi, Franco Donatoni, Salvatore Sciarrino, Fabio Vacchi e Iannis Xenakis e ha ottenuto il Grand Prix du Disque e la segnalazione tra i cinque dischi di musica sinfonica più stimati dalla Critica italiana nel 1998.